# Einband-Europameisterschaft 2010

Logo CEB (ausrichtender Verband)

Veranstaltungsort: Llinars del Vallès

Die Einband-Europameisterschaft 2010 war das 57. Turnier in dieser Disziplin des Karambolagebillards und fand vom 20. bis zum 25. April 2010 in Llinars del Vallès statt. Es war die neunte Einband-Europameisterschaft in Spanien.

## Geschichte
Der amtierende Weltmeister Wolfgang Zenkner gewann in Llinars del Vallès auch den Europameistertitel. Ohne den Titelverteidiger Frédéric Caudron war Zenkner vor dem Turnier einer der ganz großen Favoriten. Das bestätigte er auch mit einer guten Leistung. Im Finale gegen den Schweizer Xavier Gretillat siegte er sicher mit 150:42 in neun Aufnahmen und wurde nach 1995 zum zweiten Mal Titelträger. Zwei Franzosen, Ex-Europameister Alain Rémond und Bernard Villiers, komplettierten das Podest.

## Turniermodus
Gespielt wurde eine Qualifikationsrunde, wovon sich 8 Spieler für das Hauptturnier qualifizierten und auf die 24 gesetzten Spieler nach CEB-Rangliste im Hauptturnier in acht Gruppen à 4 Spieler gebildet wurden. Hier kamen die jeweils beiden Gruppenbesten in die KO-Runde. In der Vorqualifikationen wurde bis 100 Punkte gespielt. In der Haupt-Qualifikation und im Haupt-Turnier wurde in der Gruppenphase bis 125 Punkte gespielt. In der KO-Runde wurde bis 150 Punkte gespielt. Der dritte Platz wurde nicht ausgespielt. Damit gab es zwei Drittplatzierte.

Bei MP-Gleichstand wird in folgender Reihenfolge gewertet:
1. MP = Matchpunkte
2. GD = Generaldurchschnitt
3. HS = Höchstserie

## Qualifikation
| Abschlusstabelle Gruppe A | Abschlusstabelle Gruppe A | Abschlusstabelle Gruppe A | Abschlusstabelle Gruppe A | Abschlusstabelle Gruppe A | Abschlusstabelle Gruppe A | Abschlusstabelle Gruppe A | Abschlusstabelle Gruppe A |
| Platz                     | Name                      | MP                        | Pkte                      | Aufn.                     | GD                        | BED                       | HS                        |
| ------------------------- | ------------------------- | ------------------------- | ------------------------- | ------------------------- | ------------------------- | ------------------------- | ------------------------- |
| 1                         | Wolfgang Zenkner          | 6:0                       | 375                       | 36                        | 10,41                     | 41,66                     | 46                        |
| 2                         | Raymund Swertz            | 4:2                       | 360                       | 47                        | 7,65                      | 12,50                     | 31                        |
| 3                         | David Jacquet             | 2:4                       | 224                       | 40                        | 5,60                      | 7,81                      | 35                        |
| 4                         | Patrick Achard            | 0:6                       | 176                       | 37                        | 4,75                      | –                         | 34                        |

| Abschlusstabelle Gruppe B | Abschlusstabelle Gruppe B | Abschlusstabelle Gruppe B | Abschlusstabelle Gruppe B | Abschlusstabelle Gruppe B | Abschlusstabelle Gruppe B | Abschlusstabelle Gruppe B | Abschlusstabelle Gruppe B |
| Platz                     | Name                      | MP                        | Pkte                      | Aufn.                     | GD                        | BED                       | HS                        |
| ------------------------- | ------------------------- | ------------------------- | ------------------------- | ------------------------- | ------------------------- | ------------------------- | ------------------------- |
| 1                         | Bernard Villiers          | 6:0                       | 375                       | 38                        | 9,86                      | 25,00                     | 48                        |
| 2                         | Xavier Gretillat          | 4:2                       | 358                       | 34                        | 10,52                     | 41,66                     | 110                       |
| 3                         | Arnim Kahofer             | 2:4                       | 229                       | 16                        | 14,31                     | 15,62                     | 87                        |
| 4                         | Jacky Justice             | 0:6                       | 204                       | 42                        | 4,85                      | –                         | 35                        |

| Abschlusstabelle Gruppe C | Abschlusstabelle Gruppe C | Abschlusstabelle Gruppe C | Abschlusstabelle Gruppe C | Abschlusstabelle Gruppe C | Abschlusstabelle Gruppe C | Abschlusstabelle Gruppe C | Abschlusstabelle Gruppe C |
| Platz                     | Name                      | MP                        | Pkte                      | Aufn.                     | GD                        | BED                       | HS                        |
| ------------------------- | ------------------------- | ------------------------- | ------------------------- | ------------------------- | ------------------------- | ------------------------- | ------------------------- |
| 1                         | Alain Rémond              | 6:0                       | 375                       | 28                        | 13,39                     | 15,62                     | 78                        |
| 2                         | Bernard Baudoin           | 4:2                       | 287                       | 41                        | 7,00                      | 7,81                      | 32                        |
| 3                         | Harry v/d Bogaard         | 2:4                       | 110                       | 25                        | 4,40                      | –                         | 40                        |
| 4                         | Gregori Campana           | 0:6                       | 74                        | 28                        | 2,64                      | –                         | 22                        |

| Abschlusstabelle Gruppe D | Abschlusstabelle Gruppe D | Abschlusstabelle Gruppe D | Abschlusstabelle Gruppe D | Abschlusstabelle Gruppe D | Abschlusstabelle Gruppe D | Abschlusstabelle Gruppe D | Abschlusstabelle Gruppe D |
| Platz                     | Name                      | MP                        | Pkte                      | Aufn.                     | GD                        | BED                       | HS                        |
| ------------------------- | ------------------------- | ------------------------- | ------------------------- | ------------------------- | ------------------------- | ------------------------- | ------------------------- |
| 1                         | Esteve Mata               | 6:0                       | 375                       | 41                        | 9,14                      | 15,62                     | 52                        |
| 2                         | Xavier le Roy             | 4:2                       | 360                       | 47                        | 7,65                      | 12,50                     | 26                        |
| 3                         | Marek Faus                | 2:4                       | 312                       | 37                        | 8,43                      | 15,62                     | 42                        |
| 4                         | Arnd Riedel               | 0:6                       | 220                       | 35                        | 6,28                      | –                         | 44                        |

| Abschlusstabelle Gruppe E | Abschlusstabelle Gruppe E | Abschlusstabelle Gruppe E | Abschlusstabelle Gruppe E | Abschlusstabelle Gruppe E | Abschlusstabelle Gruppe E | Abschlusstabelle Gruppe E | Abschlusstabelle Gruppe E |
| Platz                     | Name                      | MP                        | Pkte                      | Aufn.                     | GD                        | BED                       | HS                        |
| ------------------------- | ------------------------- | ------------------------- | ------------------------- | ------------------------- | ------------------------- | ------------------------- | ------------------------- |
| 1                         | Albert Tornero            | 4:2                       | 341                       | 52                        | 6,55                      | 8,92                      | 31                        |
| 2                         | Francisco Fortiana        | 4:2                       | 330                       | 70                        | 4,71                      | 5,20                      | 33                        |
| 3                         | Patrick Niessen           | 2:4                       | 310                       | 52                        | 5,96                      | 8,92                      | 32                        |
| 4                         | Grégory le Deventec       | 2:4                       | 326                       | 64                        | 5,09                      | 5,95                      | 32                        |

| Abschlusstabelle Gruppe F | Abschlusstabelle Gruppe F | Abschlusstabelle Gruppe F | Abschlusstabelle Gruppe F | Abschlusstabelle Gruppe F | Abschlusstabelle Gruppe F | Abschlusstabelle Gruppe F | Abschlusstabelle Gruppe F |
| Platz                     | Name                      | MP                        | Pkte                      | Aufn.                     | GD                        | BED                       | HS                        |
| ------------------------- | ------------------------- | ------------------------- | ------------------------- | ------------------------- | ------------------------- | ------------------------- | ------------------------- |
| 1                         | Jean Paul de Bruijn       | 6:0                       | 375                       | 17                        | 22,05                     | 41,66                     | 70                        |
| 2                         | Raúl Cuenca               | 4:2                       | 322                       | 44                        | 7,31                      | 7,81                      | 33                        |
| 3                         | Jordi Garriga             | 2:4                       | 264                       | 37                        | 7,13                      | 7,81                      | 32                        |
| 4                         | Gerrit van Beek           | 0:6                       | 167                       | 38                        | 4,39                      | –                         | 19                        |

| Abschlusstabelle Gruppe G | Abschlusstabelle Gruppe G | Abschlusstabelle Gruppe G | Abschlusstabelle Gruppe G | Abschlusstabelle Gruppe G | Abschlusstabelle Gruppe G | Abschlusstabelle Gruppe G | Abschlusstabelle Gruppe G |
| Platz                     | Name                      | MP                        | Pkte                      | Aufn.                     | GD                        | BED                       | HS                        |
| ------------------------- | ------------------------- | ------------------------- | ------------------------- | ------------------------- | ------------------------- | ------------------------- | ------------------------- |
| 1                         | Juan Espinasa             | 4:2                       | 301                       | 33                        | 9,12                      | 11,36                     | 75                        |
| 2                         | Michel van Silfhout       | 4:2                       | 369                       | 44                        | 8,38                      | 9,61                      | 53                        |
| 3                         | Benoit Legros             | 4:2                       | 312                       | 48                        | 6,50                      | 11,36                     | 36                        |
| 4                         | Patrick Dupont            | 0:6                       | 262                       | 41                        | 6,39                      | –                         | 42                        |

| Abschlusstabelle Gruppe H | Abschlusstabelle Gruppe H | Abschlusstabelle Gruppe H | Abschlusstabelle Gruppe H | Abschlusstabelle Gruppe H | Abschlusstabelle Gruppe H | Abschlusstabelle Gruppe H | Abschlusstabelle Gruppe H |
| Platz                     | Name                      | MP                        | Pkte                      | Aufn.                     | GD                        | BED                       | HS                        |
| ------------------------- | ------------------------- | ------------------------- | ------------------------- | ------------------------- | ------------------------- | ------------------------- | ------------------------- |
| 1                         | René Tull                 | 6:0                       | 375                       | 45                        | 8,33                      | 9,61                      | 77                        |
| 2                         | Johann Petit              | 3:3                       | 367                       | 36                        | 10,91                     | 12,50                     | 104                       |
| 3                         | Jordi Gasso               | 3:3                       | 335                       | 46                        | 7,28                      | 11,36                     | 48                        |
| 4                         | Ronny Mathysen            | 0:6                       | 150                       | 41                        | 3,65                      | –                         | 24                        |

## Hauptturnier

### Gruppenphase
| Abschlusstabelle Gruppe A | Abschlusstabelle Gruppe A | Abschlusstabelle Gruppe A | Abschlusstabelle Gruppe A | Abschlusstabelle Gruppe A | Abschlusstabelle Gruppe A | Abschlusstabelle Gruppe A | Abschlusstabelle Gruppe A |
| Platz                     | Name                      | MP                        | Pkte                      | Aufn.                     | GD                        | BED                       | HS                        |
| ------------------------- | ------------------------- | ------------------------- | ------------------------- | ------------------------- | ------------------------- | ------------------------- | ------------------------- |
| 1                         | Wolfgang Zenkner          | 6:0                       | 375                       | 36                        | 10,41                     | 41,66                     | 46                        |
| 2                         | Raymund Swertz            | 4:2                       | 360                       | 47                        | 7,65                      | 12,50                     | 31                        |
| 3                         | David Jacquet             | 2:4                       | 224                       | 40                        | 5,60                      | 7,81                      | 35                        |
| 4                         | Patrick Achard            | 0:6                       | 176                       | 37                        | 4,75                      | –                         | 34                        |

| Abschlusstabelle Gruppe B | Abschlusstabelle Gruppe B | Abschlusstabelle Gruppe B | Abschlusstabelle Gruppe B | Abschlusstabelle Gruppe B | Abschlusstabelle Gruppe B | Abschlusstabelle Gruppe B | Abschlusstabelle Gruppe B |
| Platz                     | Name                      | MP                        | Pkte                      | Aufn.                     | GD                        | BED                       | HS                        |
| ------------------------- | ------------------------- | ------------------------- | ------------------------- | ------------------------- | ------------------------- | ------------------------- | ------------------------- |
| 1                         | Bernard Villiers          | 6:0                       | 375                       | 38                        | 9,86                      | 25,00                     | 48                        |
| 2                         | Xavier Gretillat          | 4:2                       | 358                       | 34                        | 10,52                     | 41,66                     | 110                       |
| 3                         | Arnim Kahofer             | 2:4                       | 229                       | 16                        | 14,31                     | 15,62                     | 87                        |
| 4                         | Jacky Justice             | 0:6                       | 204                       | 42                        | 4,85                      | –                         | 35                        |

| Abschlusstabelle Gruppe C | Abschlusstabelle Gruppe C | Abschlusstabelle Gruppe C | Abschlusstabelle Gruppe C | Abschlusstabelle Gruppe C | Abschlusstabelle Gruppe C | Abschlusstabelle Gruppe C | Abschlusstabelle Gruppe C |
| Platz                     | Name                      | MP                        | Pkte                      | Aufn.                     | GD                        | BED                       | HS                        |
| ------------------------- | ------------------------- | ------------------------- | ------------------------- | ------------------------- | ------------------------- | ------------------------- | ------------------------- |
| 1                         | Alain Rémond              | 6:0                       | 375                       | 28                        | 13,39                     | 15,62                     | 78                        |
| 2                         | Bernard Baudoin           | 4:2                       | 287                       | 41                        | 7,00                      | 7,81                      | 32                        |
| 3                         | Harrie v/d Bogaard        | 2:4                       | 110                       | 25                        | 4,40                      | –                         | 40                        |
| 4                         | Gregori Campana           | 0:6                       | 74                        | 28                        | 2,64                      | –                         | 22                        |

| Abschlusstabelle Gruppe D | Abschlusstabelle Gruppe D | Abschlusstabelle Gruppe D | Abschlusstabelle Gruppe D | Abschlusstabelle Gruppe D | Abschlusstabelle Gruppe D | Abschlusstabelle Gruppe D | Abschlusstabelle Gruppe D |
| Platz                     | Name                      | MP                        | Pkte                      | Aufn.                     | GD                        | BED                       | HS                        |
| ------------------------- | ------------------------- | ------------------------- | ------------------------- | ------------------------- | ------------------------- | ------------------------- | ------------------------- |
| 1                         | Esteve Mata               | 6:0                       | 375                       | 41                        | 9,14                      | 15,62                     | 52                        |
| 2                         | Xavier le Roy             | 4:2                       | 360                       | 47                        | 7,65                      | 12,50                     | 26                        |
| 3                         | Marek Faus                | 2:4                       | 312                       | 37                        | 8,43                      | 15,62                     | 42                        |
| 4                         | Arnd Riedel               | 0:6                       | 220                       | 35                        | 6,28                      | –                         | 44                        |

| Abschlusstabelle Gruppe E | Abschlusstabelle Gruppe E | Abschlusstabelle Gruppe E | Abschlusstabelle Gruppe E | Abschlusstabelle Gruppe E | Abschlusstabelle Gruppe E | Abschlusstabelle Gruppe E | Abschlusstabelle Gruppe E |
| Platz                     | Name                      | MP                        | Pkte                      | Aufn.                     | GD                        | BED                       | HS                        |
| ------------------------- | ------------------------- | ------------------------- | ------------------------- | ------------------------- | ------------------------- | ------------------------- | ------------------------- |
| 1                         | José Albert Tornero       | 4:2                       | 341                       | 52                        | 6,55                      | 8,92                      | 31                        |
| 2                         | Francisco Fortiana        | 4:2                       | 330                       | 70                        | 4,71                      | 5,20                      | 33                        |
| 3                         | Patrick Niessen           | 2:4                       | 310                       | 52                        | 5,96                      | 8,92                      | 32                        |
| 4                         | Grégory le Deventec       | 2:4                       | 326                       | 64                        | 5,09                      | 5,92                      | 32                        |

| Abschlusstabelle Gruppe F | Abschlusstabelle Gruppe F | Abschlusstabelle Gruppe F | Abschlusstabelle Gruppe F | Abschlusstabelle Gruppe F | Abschlusstabelle Gruppe F | Abschlusstabelle Gruppe F | Abschlusstabelle Gruppe F |
| Platz                     | Name                      | MP                        | Pkte                      | Aufn.                     | GD                        | BED                       | HS                        |
| ------------------------- | ------------------------- | ------------------------- | ------------------------- | ------------------------- | ------------------------- | ------------------------- | ------------------------- |
| 1                         | Jean Paul de Bruijn       | 6:0                       | 375                       | 17                        | 22,05                     | 41,66                     | 70                        |
| 2                         | Raúl Cuenca               | 4:2                       | 322                       | 44                        | 7,31                      | 7,81                      | 33                        |
| 3                         | Jordi Garriga             | 2:4                       | 264                       | 37                        | 7,13                      | 7,81                      | 32                        |
| 4                         | Gert van Beek             | 0:6                       | 167                       | 38                        | 4,39                      | –                         | 19                        |

| Abschlusstabelle Gruppe G | Abschlusstabelle Gruppe G | Abschlusstabelle Gruppe G | Abschlusstabelle Gruppe G | Abschlusstabelle Gruppe G | Abschlusstabelle Gruppe G | Abschlusstabelle Gruppe G | Abschlusstabelle Gruppe G |
| Platz                     | Name                      | MP                        | Pkte                      | Aufn.                     | GD                        | BED                       | HS                        |
| ------------------------- | ------------------------- | ------------------------- | ------------------------- | ------------------------- | ------------------------- | ------------------------- | ------------------------- |
| 1                         | Juan Espinasa             | 4:2                       | 301                       | 33                        | 9,12                      | 11,36                     | 75                        |
| 2                         | Michel van Silfhout       | 4:2                       | 369                       | 44                        | 8,38                      | 9,61                      | 53                        |
| 3                         | Benoit Legros             | 4:2                       | 312                       | 48                        | 6,50                      | 11,36                     | 36                        |
| 4                         | Patrick Dupont            | 0:6                       | 262                       | 41                        | 6,39                      | –                         | 42                        |

| Abschlusstabelle Gruppe H | Abschlusstabelle Gruppe H | Abschlusstabelle Gruppe H | Abschlusstabelle Gruppe H | Abschlusstabelle Gruppe H | Abschlusstabelle Gruppe H | Abschlusstabelle Gruppe H | Abschlusstabelle Gruppe H |
| Platz                     | Name                      | MP                        | Pkte                      | Aufn.                     | GD                        | BED                       | HS                        |
| ------------------------- | ------------------------- | ------------------------- | ------------------------- | ------------------------- | ------------------------- | ------------------------- | ------------------------- |
| 1                         | René Tull                 | 6:0                       | 375                       | 45                        | 8,33                      | 9,61                      | 77                        |
| 2                         | Johann Petit              | 3:3                       | 367                       | 36                        | 10,91                     | 12,50                     | 104                       |
| 3                         | Jordi Gasso               | 3:3                       | 335                       | 46                        | 7,28                      | 11,36                     | 48                        |
| 4                         | Ronny Mathysen            | 0:6                       | 150                       | 41                        | 3,65                      | –                         | 24                        |

### KO-Phase
|  | Achtelfinale        | Achtelfinale | Achtelfinale | Achtelfinale | Achtelfinale | Achtelfinale |                     |                  | Viertelfinale | Viertelfinale | Viertelfinale | Viertelfinale | Viertelfinale | Viertelfinale |      |       | Halbfinale | Halbfinale | Halbfinale | Halbfinale | Halbfinale | Halbfinale |  |  | Finale | Finale | Finale | Finale | Finale | Finale |
|  |                     |              |              |              |              |              |                     |                  |               |               |               |               |               |               |      |       |            |            |            |            |            |            |  |  |        |        |        |        |        |        |
|  |                     | MP           | Pkt.         | Aufn.        | ED           | HS           |                     |                  |               |               |               |               |               |               |      |       |            |            |            |            |            |            |  |  |        |        |        |        |        |        |
|  |                     | MP           | Pkt.         | Aufn.        | ED           | HS           |                     |                  |               |               |               |               |               |               |      |       |            |            |            |            |            |            |  |  |        |        |        |        |        |        |
|  | Jean Paul de Bruijn | 0            | 95           | 6            | 15,83        | 68           |                     |                  |               |               |               |               |               |               |      |       |            |            |            |            |            |            |  |  |        |        |        |        |        |        |
|  | Jean Paul de Bruijn | 0            | 95           | 6            | 15,83        | 68           |                     | MP               | Pkt.          | Aufn.         | ED            | HS            |               |               |      |       |            |            |            |            |            |            |  |  |        |        |        |        |        |        |
|  | Johann Petit        | 2            | 150          | 6            | 25,00        | 47           |                     | MP               | Pkt.          | Aufn.         | ED            | HS            |               |               |      |       |            |            |            |            |            |            |  |  |        |        |        |        |        |        |
|  | Johann Petit        | 2            | 150          | 6            | 25,00        | 47           | Johann Petit        | 0                | 122           | 18            | 6,77          | 31            |               |               |      |       |            |            |            |            |            |            |  |  |        |        |        |        |        |        |
|  |                     | MP           | Pkt.         | Aufn.        | ED           | HS           | Johann Petit        | 0                | 122           | 18            | 6,77          | 31            |               |               |      |       |            |            |            |            |            |            |  |  |        |        |        |        |        |        |
|  |                     | MP           | Pkt.         | Aufn.        | ED           | HS           |                     | Bernard Villiers | 2             | 150           | 18            | 8,33          | 37            |               |      |       |            |            |            |            |            |            |  |  |        |        |        |        |        |        |
|  | Bernard Villiers    | 2            | 150          | 22           | 6,81         | 39           |                     | Bernard Villiers | 2             | 150           | 18            | 8,33          | 37            |               |      |       |            |            |            |            |            |            |  |  |        |        |        |        |        |        |
|  | Bernard Villiers    | 2            | 150          | 22           | 6,81         | 39           |                     |                  |               |               |               |               |               | MP            | Pkt. | Aufn. | ED         | HS         |            |            |            |            |  |  |        |        |        |        |        |        |
|  | Raúl Cuenca         | 0            | 147          | 22           | 6,68         | 37           |                     |                  |               |               |               |               |               | MP            | Pkt. | Aufn. | ED         | HS         |            |            |            |            |  |  |        |        |        |        |        |        |
|  | Raúl Cuenca         | 0            | 147          | 22           | 6,68         | 37           | Bernard Villiers    | 0                | 103           | 16            | 6,43          | 69            |               |               |      |       |            |            |            |            |            |            |  |  |        |        |        |        |        |        |
|  |                     | MP           | Pkt.         | Aufn.        | ED           | HS           | Bernard Villiers    | 0                | 103           | 16            | 6,43          | 69            |               |               |      |       |            |            |            |            |            |            |  |  |        |        |        |        |        |        |
|  |                     | MP           | Pkt.         | Aufn.        | ED           | HS           |                     | Xavier Gretillat | 2             | 150           | 16            | 9,37          | 47            |               |      |       |            |            |            |            |            |            |  |  |        |        |        |        |        |        |
|  | Juan Espinasa       | 0            | 30           | 8            | 3,75         | 19           |                     | Xavier Gretillat | 2             | 150           | 16            | 9,37          | 47            |               |      |       |            |            |            |            |            |            |  |  |        |        |        |        |        |        |
|  | Juan Espinasa       | 0            | 30           | 8            | 3,75         | 19           |                     | MP               | Pkt.          | Aufn.         | ED            | HS            |               |               |      |       |            |            |            |            |            |            |  |  |        |        |        |        |        |        |
|  | Michel van Silfhout | 2            | 150          | 8            | 18,75        | 113          |                     | MP               | Pkt.          | Aufn.         | ED            | HS            |               |               |      |       |            |            |            |            |            |            |  |  |        |        |        |        |        |        |
|  | Michel van Silfhout | 2            | 150          | 8            | 18,75        | 113          | Michel van Silfhout | 0                | 67            | 6             | 11,16         | 41            |               |               |      |       |            |            |            |            |            |            |  |  |        |        |        |        |        |        |
|  |                     | MP           | Pkt.         | Aufn.        | ED           | HS           | Michel van Silfhout | 0                | 67            | 6             | 11,16         | 41            |               |               |      |       |            |            |            |            |            |            |  |  |        |        |        |        |        |        |
|  |                     | MP           | Pkt.         | Aufn.        | ED           | HS           |                     | Xavier Gretillat | 2             | 150           | 6             | 25,00         | 74            |               |      |       |            |            |            |            |            |            |  |  |        |        |        |        |        |        |
|  | José Albert Tornero | 0            | 49           | 14           | 3,50         | 14           |                     | Xavier Gretillat | 2             | 150           | 6             | 25,00         | 74            |               |      |       |            |            |            |            |            |            |  |  |        |        |        |        |        |        |
|  | José Albert Tornero | 0            | 49           | 14           | 3,50         | 14           |                     |                  |               |               |               |               |               |               | MP   | Pkt.  | Aufn.      | ED         | HS         |            |            |            |  |  |        |        |        |        |        |        |
|  | Xavier Gretillat    | 2            | 150          | 14           | 10,71        | 47           |                     |                  |               |               |               |               |               |               | MP   | Pkt.  | Aufn.      | ED         | HS         |            |            |            |  |  |        |        |        |        |        |        |
|  | Xavier Gretillat    | 2            | 150          | 14           | 10,71        | 47           | Xavier Gretillat    | 0                | 42            | 9             | 4,66          | 30            |               |               |      |       |            |            |            |            |            |            |  |  |        |        |        |        |        |        |
|  |                     | MP           | Pkt.         | Aufn.        | ED           | HS           | Xavier Gretillat    | 0                | 42            | 9             | 4,66          | 30            |               |               |      |       |            |            |            |            |            |            |  |  |        |        |        |        |        |        |
|  |                     | MP           | Pkt.         | Aufn.        | ED           | HS           |                     | Wolfgang Zenkner | 2             | 150           | 9             | 16,66         | 50            |               |      |       |            |            |            |            |            |            |  |  |        |        |        |        |        |        |
|  | Wolfgang Zenkner    | 2            | 150          | 7            | 21,42        | 77           |                     | Wolfgang Zenkner | 2             | 150           | 9             | 16,66         | 50            |               |      |       |            |            |            |            |            |            |  |  |        |        |        |        |        |        |
|  | Wolfgang Zenkner    | 2            | 150          | 7            | 21,42        | 77           |                     | MP               | Pkt.          | Aufn.         | ED            | HS            |               |               |      |       |            |            |            |            |            |            |  |  |        |        |        |        |        |        |
|  | Bernard Baudoin     | 0            | 47           | 7            | 6,71         | 27           |                     | MP               | Pkt.          | Aufn.         | ED            | HS            |               |               |      |       |            |            |            |            |            |            |  |  |        |        |        |        |        |        |
|  | Bernard Baudoin     | 0            | 47           | 7            | 6,71         | 27           | Wolfgang Zenkner    | 2                | 150           | 17            | 8,82          | 48            |               |               |      |       |            |            |            |            |            |            |  |  |        |        |        |        |        |        |
|  |                     | MP           | Pkt.         | Aufn.        | ED           | HS           | Wolfgang Zenkner    | 2                | 150           | 17            | 8,82          | 48            |               |               |      |       |            |            |            |            |            |            |  |  |        |        |        |        |        |        |
|  |                     | MP           | Pkt.         | Aufn.        | ED           | HS           |                     | Xavier le Roy    | 0             | 124           | 17            | 7,29          | 37            |               |      |       |            |            |            |            |            |            |  |  |        |        |        |        |        |        |
|  | Esteve Mata         | 0            | 123          | 15           | 8,20         | 53           |                     | Xavier le Roy    | 0             | 124           | 17            | 7,29          | 37            |               |      |       |            |            |            |            |            |            |  |  |        |        |        |        |        |        |
|  | Esteve Mata         | 0            | 123          | 15           | 8,20         | 53           |                     |                  |               |               |               |               |               | MP            | Pkt. | Aufn. | ED         | HS         |            |            |            |            |  |  |        |        |        |        |        |        |
|  | Xavier le Roy       | 2            | 150          | 15           | 10,00        | 29           |                     |                  |               |               |               |               |               | MP            | Pkt. | Aufn. | ED         | HS         |            |            |            |            |  |  |        |        |        |        |        |        |
|  | Xavier le Roy       | 2            | 150          | 15           | 10,00        | 29           | Wolfgang Zenkner    | 2                | 150           | 12            | 12,50         | 97            |               |               |      |       |            |            |            |            |            |            |  |  |        |        |        |        |        |        |
|  |                     | MP           | Pkt.         | Aufn.        | ED           | HS           | Wolfgang Zenkner    | 2                | 150           | 12            | 12,50         | 97            |               |               |      |       |            |            |            |            |            |            |  |  |        |        |        |        |        |        |
|  |                     | MP           | Pkt.         | Aufn.        | ED           | HS           |                     | Alain Rémond     | 0             | 126           | 12            | 10,50         | 39            |               |      |       |            |            |            |            |            |            |  |  |        |        |        |        |        |        |
|  | René Tull           | 2            | 150          | 14           | 10,71        | 65           |                     | Alain Rémond     | 0             | 126           | 12            | 10,50         | 39            |               |      |       |            |            |            |            |            |            |  |  |        |        |        |        |        |        |
|  | René Tull           | 2            | 150          | 14           | 10,71        | 65           |                     | MP               | Pkt.          | Aufn.         | ED            | HS            |               |               |      |       |            |            |            |            |            |            |  |  |        |        |        |        |        |        |
|  | Raymund Swertz      | 0            | 127          | 14           | 9,07         | 47           |                     | MP               | Pkt.          | Aufn.         | ED            | HS            |               |               |      |       |            |            |            |            |            |            |  |  |        |        |        |        |        |        |
|  | Raymund Swertz      | 0            | 127          | 14           | 9,07         | 47           | René Tull           | 0                | 50            | 9             | 5,55          | 20            |               |               |      |       |            |            |            |            |            |            |  |  |        |        |        |        |        |        |
|  |                     | MP           | Pkt.         | Aufn.        | ED           | HS           | René Tull           | 0                | 50            | 9             | 5,55          | 20            |               |               |      |       |            |            |            |            |            |            |  |  |        |        |        |        |        |        |
|  |                     | MP           | Pkt.         | Aufn.        | ED           | HS           |                     | Alain Rémond     | 2             | 150           | 9             | 16,66         | 69            |               |      |       |            |            |            |            |            |            |  |  |        |        |        |        |        |        |
|  | Alain Rémond        | 2            | 150          | 14           | 10,71        | 53           |                     | Alain Rémond     | 2             | 150           | 9             | 16,66         | 69            |               |      |       |            |            |            |            |            |            |  |  |        |        |        |        |        |        |
|  | Alain Rémond        | 2            | 150          | 14           | 10,71        | 53           |                     |                  |               |               |               |               |               |               |      |       |            |            |            |            |            |            |  |  |        |        |        |        |        |        |
|  | Francisco Fortiana  | 0            | 141          | 14           | 10,07        | 41           |                     |                  |               |               |               |               |               |               |      |       |            |            |            |            |            |            |  |  |        |        |        |        |        |        |
|  | Francisco Fortiana  | 0            | 141          | 14           | 10,07        | 41           |                     |                  |               |               |               |               |               |               |      |       |            |            |            |            |            |            |  |  |        |        |        |        |        |        |

## Abschlusstabelle
| MP    | Match Points (Sieger = 2; Unentschieden = 1; Verlierer = 0) |
| Pkte. | Erzielte Karambolagen                                       |
| Aufn. | Benötigte Versuche                                          |
| GD    | Generaldurchschnitt                                         |
| BED   | Bester Einzeldurchschnitt eines Spielers                    |
| HS    | Höchstserie                                                 |
|       | Bester GD des Turniers                                      |
|       | Bester ED des Turniers                                      |
|       | Beste HS des Turniers                                       |
|       | 1. Platz (Gold)                                             |
|       | 2. Platz (Silber)                                           |
|       | 3. Platz (Bronze)                                           |

| Phase                               | Platz | Name                   | MP   | Pkt. | Aufn. | GD    | BED   | HS  |
| ----------------------------------- | ----- | ---------------------- | ---- | ---- | ----- | ----- | ----- | --- |
| Finale                              | 1     | Wolfgang Zenkner       | 14:0 | 975  | 81    | 12,03 | 41,66 | 97  |
| Finale                              | 2     | Xavier Gretillat       | 14:4 | 850  | 79    | 10,75 | 41,66 | 110 |
| Halb- finale                        | 3     | Alain Rémond           | 10:2 | 801  | 63    | 12,71 | 16,66 | 78  |
| Halb- finale                        | 3     | Bernard Villiers       | 10:2 | 778  | 94    | 8,27  | 25,00 | 69  |
| Viertel- finale                     | 5     | René Tull              | 8:2  | 575  | 68    | 8,45  | 10,71 | 77  |
| Viertel- finale                     | 6     | Michel van Silfhout    | 6:4  | 586  | 58    | 10,10 | 18,75 | 113 |
| Viertel- finale                     | 7     | Xavier le Roy          | 6:4  | 634  | 79    | 8,02  | 12,50 | 37  |
| Viertel- finale                     | 8     | Johann Petit           | 5:5  | 639  | 60    | 10,65 | 25,00 | 104 |
| Achtel- finale                      | 9     | Jean Paul de Bruijn    | 6:2  | 470  | 23    | 20,43 | 41,66 | 70  |
| Achtel- finale                      | 10    | Esteve Mata            | 6:2  | 498  | 56    | 8,89  | 15,62 | 53  |
| Achtel- finale                      | 11    | Juan Espinasa          | 4:4  | 331  | 41    | 8,07  | 11,36 | 74  |
| Achtel- finale                      | 12    | Raymund Swertz         | 4:4  | 487  | 61    | 7,98  | 12,50 | 47  |
| Achtel- finale                      | 13    | Raúl Cuenca            | 4:4  | 469  | 66    | 7,10  | 7,81  | 37  |
| Achtel- finale                      | 14    | Bernard Baudoin        | 4:4  | 334  | 48    | 6,95  | 7,81  | 32  |
| Achtel- finale                      | 15    | José Albert Tornero    | 4:4  | 390  | 60    | 5,90  | 8,92  | 39  |
| Achtel- finale                      | 16    | Francisco Fortiana     | 4:4  | 471  | 84    | 5,60  | 5,20  | 41  |
| Gruppen- phase                      | 17    | Benoit Legros          | 4:2  | 312  | 48    | 6,50  | 11,36 | 36  |
| Gruppen- phase                      | 18    | Jordi Gasso            | 3:3  | 335  | 46    | 7,28  | 11,36 | 48  |
| Gruppen- phase                      | 19    | Arnim Kahofer          | 2:4  | 229  | 16    | 14,31 | 15,62 | 87  |
| Gruppen- phase                      | 20    | Marek Faus             | 2:4  | 312  | 37    | 8,43  | 15,62 | 42  |
| Gruppen- phase                      | 21    | Jordi Garriga          | 2:4  | 264  | 37    | 7,13  | 7,81  | 32  |
| Gruppen- phase                      | 22    | Patrick Niessen        | 2:4  | 310  | 52    | 5,96  | 8,92  | 32  |
| Gruppen- phase                      | 23    | David Jacquet          | 2:4  | 224  | 40    | 5,60  | 7,81  | 35  |
| Gruppen- phase                      | 24    | Harrie van der Bogaard | 2:4  | 110  | 25    | 4,40  | -     | 40  |
| Gruppen- phase                      | 25    | Grégory le Deventec    | 2:4  | 326  | 64    | 5,09  | 5,92  | 32  |
| Gruppen- phase                      | 26    | Patrick Dupont         | 0:6  | 262  | 41    | 6,39  | –     | 42  |
| Gruppen- phase                      | 27    | Arnd Riedel            | 0:6  | 220  | 35    | 6,28  | –     | 44  |
| Gruppen- phase                      | 28    | Jacky Justice          | 0:6  | 204  | 42    | 4,85  | –     | 35  |
| Gruppen- phase                      | 29    | Patrick Achard         | 0:6  | 176  | 37    | 4,75  | –     | 34  |
| Gruppen- phase                      | 30    | Gert van Beek          | 0:6  | 167  | 38    | 4,39  | –     | 19  |
| Gruppen- phase                      | 31    | Ronny Mathysen         | 0:6  | 150  | 41    | 3,65  | –     | 24  |
| Gruppen- phase                      | 32    | Gregori Campana        | 0:6  | 74   | 28    | 2,64  | –     | 22  |
| Turnierdurchschnitt: Endrunde: 7,86 |       |                        |      |      |       |       |       |     |